# Liane de jade
Strongylodon macrobotrys
Espèce
Classification phylogénétique
La liane de jade (Strongylodon macrobotrys) est une espèce de plantes à fleurs de la famille des Fabaceae originaire des forêts tropicales des Philippines (elle est appelée tapayac ou bayou dans l'archipel). Ses fleurs en grappe de 90 cm de long sont de couleur vert jade. Elles mesurent chacune 7,5 cm et sont pollinisées par les oiseaux et les chauves-souris.

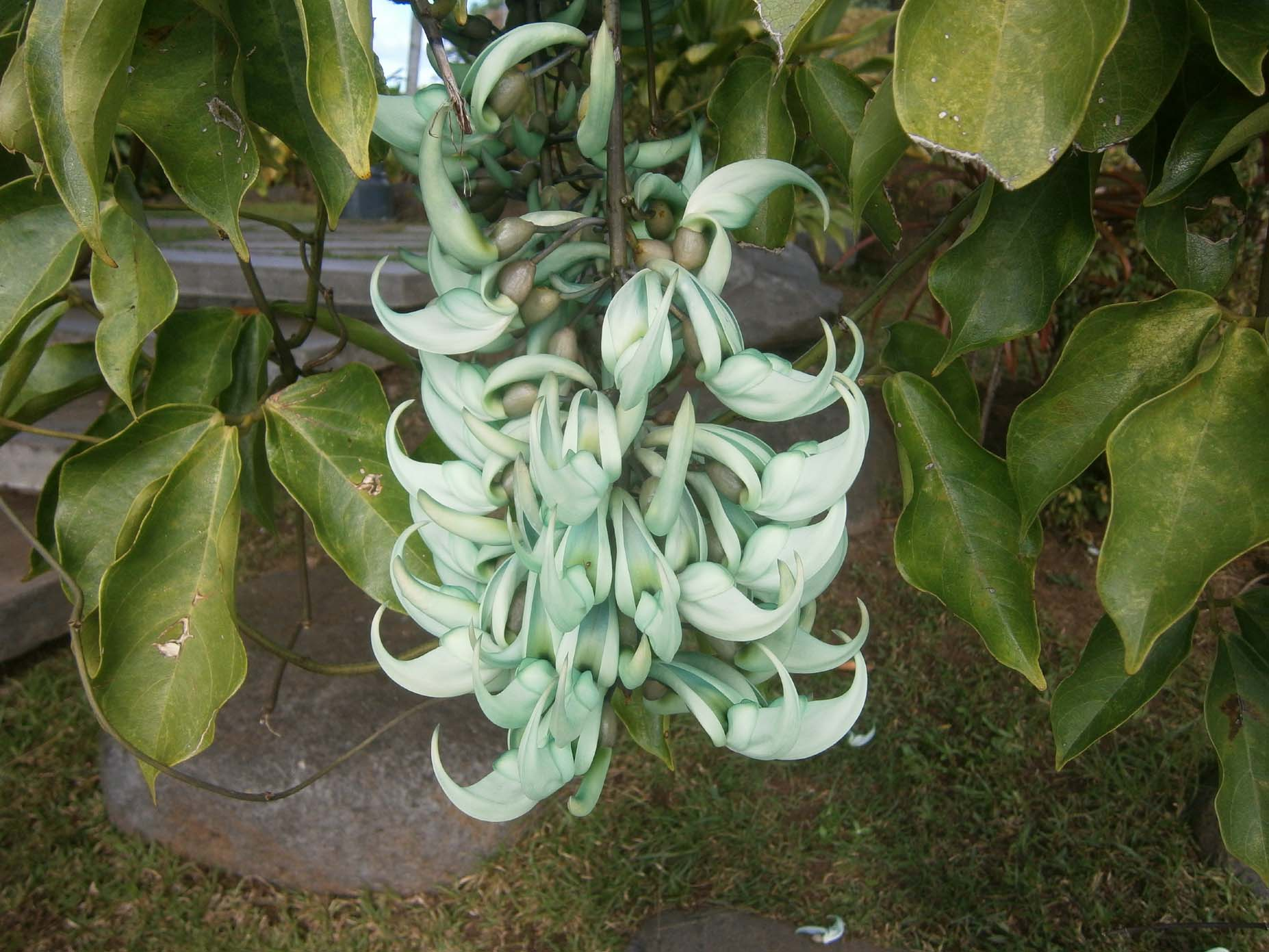
Liane de Jade (à Tahiti).